# دارنيل مارتن
دارنيل مارتن (بالإنجليزية: Darnell Martin) (و. 1964  م) هي مخرجة أفلام، وكاتبة سيناريو أمريكية، ولدت في ذا برونكس.

## التعليم
تعلمت في كلية سارة لورانس، ومدرسة تيش العليا للفنون.

## وصلات خارجية
- دارنيل مارتن على موقع IMDb (الإنجليزية)
- دارنيل مارتن على موقع ألو سيني (الفرنسية)
- دارنيل مارتن على موقع أول موفي (الإنجليزية)
- دارنيل مارتن على موقع قاعدة بيانات الأفلام السويدية (السويدية)
- دارنيل مارتن على موقع قاعدة بيانات الفيلم (الإنجليزية)
- دارنيل مارتن على موقع كينوبويسك (الروسية)